# Rodrigo Lara
Rodrigo Lara Bonilla (Neiva, 11 augustus 1946 – Bogota, 30 april 1984) was een Colombiaans advocaat en politicus. Hij was minister van Justitie in Colombia onder president Belisario Betancur en werd vermoord in opdracht van Pablo Escobar vanwege zijn werk als minister bij de vervolging van cocaïnehandelaren die voornamelijk tot het Medellínkartel behoorden.
Lara's dood leidde tot Escobar's aanklacht voor moord, wat het begin zou zijn van zijn uiteindelijke ondergang.

## Beginjaren
Lara werd geboren in Neiva, de hoofdstad van het departement Huila. Hij studeerde rechten aan de Universidad Externado de Colombia. Jaren later sloot hij zich aan bij de Liberale Revolutionaire Beweging, opgericht en geleid door voormalig liberaal president Alfonso López Michelsen. In 1969, toen hij pas 23 jaar oud was, werd Lara benoemd tot burgemeester van Neiva.

## Minister van Justitie
"Colombia moet de realiteit kennen van bepaalde kapiteins die geloofden dat de patrimoniale amnestie de vergetelheid betekende van de misdaden die hun houders begingen om hun fantastische martelingen te bereiken, ze vergissen zich, en het is niet met frauduleus verkregen getuigschriften van goed gedrag of dankzij straffeloosheid, dat ze hun criminele verleden en heden kunnen verbergen voor een moreel waardig en respectabel land” ~ Rodrigo Lara-Bonilla.

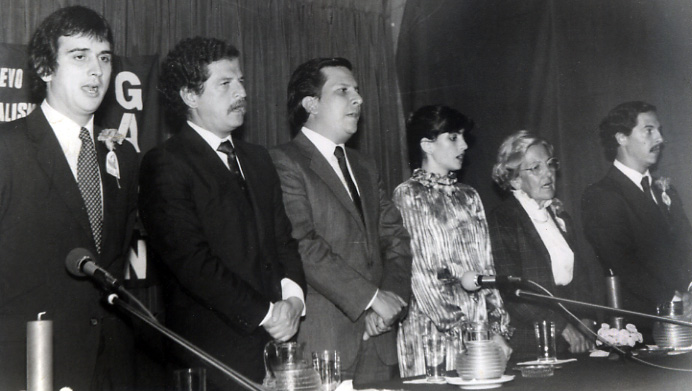
Leden van het Nieuw Liberalisme, ± 1979. Van links: Iván Marulanda, Luis Carlos Galán, Rodrigo Lara, Nancy Restrepo de Lara, Gabriela White de Vélez, en Hernán Vieira. Galán, Lara en White werden vermoord door ofwel drugsbaronnen of door de FARC.

In augustus 1983 werd Lara, die behoorde tot het Nieuw Liberalisme dat door hem en Luis Carlos Galán was opgericht, door president Belisario Betancur benoemd tot minister van Justitie, als vervanger van Bernardo Gaitán Mahecha. Lara, samen met Galán, hekelde publiekelijk de drugskartels, vooral in Medellín, waar het kartel werd geleid door Escobar. Toen Escobar in het Congres werd gekozen, hekelde Lara hem en citeerde zijn connectie met drugskartels. Lara ontmaskerde Escobar en het kartel ook voor het beïnvloeden van politiek en sport door corruptie. Dit activeerde een val die was gezet door sommige politici, drugsdealers en journalisten die werden bedreigd door de explosieve groei van Lara in de regering en vooral in de strijd tegen de drugshandel. Jairo Ortega, Escobar's bondgenoot in het Congres, presenteerde een cheque (waarvan uiteindelijk werd aangetoond dat deze vervalst was) aan de kamer, zogenaamd getrokken door de bekende drugsdealer Evaristo Porras.

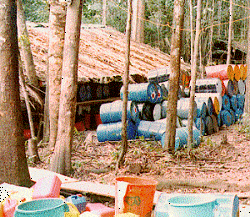
Tranquilandia was het belangrijkste cocaïneproductiecentrum van het Medellínkartel, gelegen in het departement Caquetá. Het had 19 verwerkingslaboratoria, overvloedig zoet water (van de Yarí-rivier), een onafhankelijk elektrisch systeem, slaapzalen en een landingsbaan. Het complex werd in 1984 vernietigd door de Nationale Politie en de DEA, waarbij ongeveer 14 ton drugs in beslag werd genomen, met een waarde van 1,2 miljard dollar.

Nadat de vermeende link tussen Lara en de drugskartels was gediskrediteerd, begon de regering de schimmige praktijken van het Medellínkartel, met name Escobar, te ontdekken. Escobar werd uit het Congres gezet en zijn Amerikaanse visum werd ingetrokken. De minister ging verder en herstelde de strafrechtelijke aanklachten tegen Escobar en andere drugsbaronnen, zoals Carlos Lehder. Lara gaf ook opdracht tot de inbeslagname van 250 van Escobar's vliegtuigen, terwijl het Congres debatteerde over de goedkeuring van de uitlevering. Hij vertrouwde ook op kolonel Jaime Ramírez om de complexe cocaïnelaboratoria van Tranquilandia en Villacoca, gelegen in de jungles van Zuid-Colombia, te ontdekken, een feit dat op 28 maart 1984 openbaar werd gemaakt.

## Dood
Zowel Lara als zijn familie waren het doelwit van constante doodsbedreigingen. De Amerikaanse ambassadeur Lewis Arthur Tambs had hem een kogelvrij vest en een gepantserde auto aangeboden, maar Lara weigerde de auto. Wetende van de bedreigingen overwoog Betancur Lara te benoemen tot ambassadeur in Tsjecho-Slowakije, een positie die Lara accepteerde en die hij op 12 mei 1984 zou hebben ingenomen. Op 30 april 1984 bevond Rodrigo Lara Bonilla zich in zijn Mercedes-Benz W123 uit 1976, op Calle 127 ten noorden van Bogotá, nadat hij de Autopista Norte was gepasseerd in de richting van de wijk Recreo de los Frailes waar hij met zijn gezin woonde, toen Byron Velasquez en Ivan Dario Guisado op een Yamaha-motorfiets zijn SUV-konvooi passeerden. Guisado schoot een MAC-10 (kaliber .45 ACP) door het raam en raakte hem meerdere keren. Lara was op slag dood, maar de chauffeur bleef ongedeerd. Lara werd overgebracht naar een andere auto en naar de Shaio-kliniek gebracht, waar hij enkele minuten na zijn aankomst dood werd verklaard. Zijn lijfwachten schoten Ivan Dario Guisado dood, maar Byron Velasquez werd gearresteerd en op 15 oktober 1995 voorwaardelijk vrijgelaten. Binnen enkele dagen na de moord op Lara vluchtten Pablo Escobar en zijn familie naar Panama.

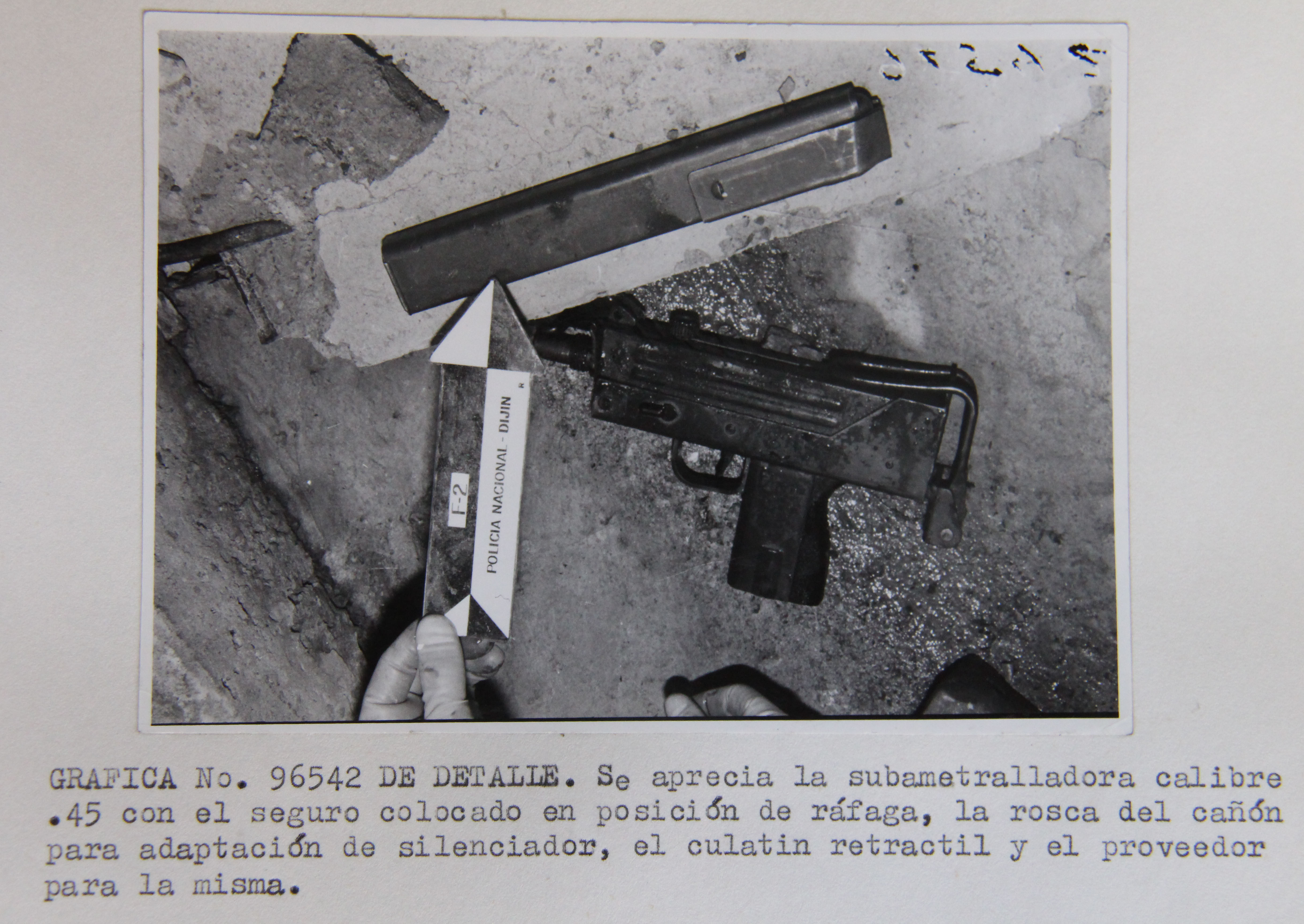
MAC-10 machinepistool gebruikt om minister Rodrigo Lara te vermoorden

Na de dood van Lara keurde de regering-Betancur onmiddellijk de uitleveringswet goed en begon een oorlog tegen de georganiseerde misdaad. Op zijn beurt werd Enrique Parejo González benoemd tot minister van Justitie. Hij leidde een harde aanval tegen de drugshandel, wat leidde tot de uitlevering van drie leden van het Medellínkartel aan de Verenigde Staten.
In 2009 kondigden Rodrigo Lara Restrepo en de zonen van wijlen Luis Carlos Galán aan de media hun vergeving aan van Sebastián Marroquín (voorheen Juan Pablo Escobar), zoon van wijlen Pablo Escobar, die zich verontschuldigde voor de schade die zijn land in zijn twee decennia van narcoterreur had aangericht, zoals verteld in de documentairefilm Sins of My Father (2009).

## In populaire cultuur
- In de Netflix-tv-serie Narcos (2015) (seizoen 1, aflevering 3, "The Men of Always") wordt Lara (gespeeld door de Mexicaanse acteur Adan Canto) afgebeeld die Escobar aan de kaak stelt en wordt vermoord.